# Steinar Pettersen
Steinar Pettersen (ur. 29 kwietnia 1945) – norweski piłkarz występujący na pozycji napastnika, trener.

## Kariera klubowa
Pettersen przez całą karierę występował w zespole Strømsgodset IF. Rozpoczął ją w sezonie 1963 w czwartej lidze, jednak wywalczył wówczas awans do trzeciej. W sezonie 1965 awansował do drugiej ligi, a w sezonie 1966 do pierwszej. W sezonie 1969 zdobył z zespołem Puchar Norwegii. W sezonie 1970 wywalczył z nim mistrzostwo Norwegii oraz Puchar Norwegii, a także został królem strzelców pierwszej ligi. W sezonie 1973 po raz trzeci wygrał wraz ze Strømsgodset rozgrywki Pucharu Norwegii. W 1975 roku zakończył karierę.

## Kariera reprezentacyjna
W reprezentacji Norwegii Pettersen zadebiutował 23 czerwca 1968 w przegranym 1:5 meczu Mistrzostw Nordyckich z Danią. W latach 1968–1972 w drużynie narodowej rozegrał 7 spotkań.